# Педро Август Саксен-Кобург-Готский
 Пе́дро Авгу́ст Луи́с Мари́я Миге́ль Рафаэ́ль Гонза́га (порт. Pedro Augusto Luís Maria Miguel Gabriel Rafael Gonzaga; 19 мая 1866, Рио-де-Жанейро — 6 июля 1934, Тульн-ан-дер-Донау, Тульн) — принц Бразильский и принц Саксен-Кобург-Готский, сын принца Августа Саксен-Кобург-Готского и Леопольдины Бразильской, внук императора Педру II.

## Биография
Любимый внук императора Педру II. Воспитывался вместе со своим младшим братом Августом Леопольдом в Бразилии.
До 1876 года, когда родился старший сын наследной принцессы Изабел, Педро был наследником престола Бразильской империи. Во время военного переворота 1889 года и падения монархии поднимался вопрос регентства принца Педро.
Во время побега императорской семьи из Бразилии на борту крейсера Paranahyba у Педро проявились симптомы психического заболевания. Его пришлось запереть в каюте, поскольку он порывался убить капитана корабля. В Европе болезнь только усиливалась. После попытки самоубийства он жил в психиатрических лечебницах до самой своей смерти, в основном в Тульн-ан-дер-Донау. Одним из наблюдающих его психиатров был Зигмунд Фрейд. Педро умер в венском санатории и был похоронен в склепе Кохари в церкви Святого Августина в Кобурге.